# الموسم الاجتماعي (المملكة المتحدة)
يشير مصطلح الموسم الاجتماعي (بالانجليزية: social season) أو الموسم (بالانجليزية: season) إلى الفترة السنوية التقليدية خلال فصلي الربيع والصيف حيث جرت العادة أن يقيم أفراد النخبة الاجتماعية في المجتمع البريطاني الحفلات الراقصة وحفلات العشاء والمناسبات الخيرية. حتى الحرب العالمية الأولى، مثّل هذا الوقت المناسب أيضًا للإقامة في المدينة (تعني عمومًا لندن) بدلًا من الريف من أجل حضور مثل هذه المناسبات.
في العصر الحديث في المملكة المتحدة، يُعرف أن «الموسم» يشمل العديد من الأحداث المرموقة التي تحدث خلال فصلي الربيع والصيف. وفقًا لدليل مجلة ذا سلوني على الإنترنت تحت عنوان «موسم سلوني»، يبدأ الاحتفال بإقامة مهرجان شلتنهام (مارس) ويشمل السباق الوطني الكبير (أبريل) وسباق القوارب الجماعية (أبريل) وتجارب خيول كرة الريشة (مايو) ومعرض تشلسي للزهور (مايو) وإيبسوم ديربي (يونيو) ومضمار أسكوت (يونيو) ومباريات ملعب لورد للكريكيت (يوليو) وبطولة ويمبلدون (يوليو) وهينلي رويال ريغاتا (يوليو) ومهرجان إدنبرة الدولي (أغسطس) وغيرها، لينتهي بإحياء مهرجان غودوود (سبتمبر).

## الموسم الاجتماعي في لندن
تطور الموسم الاجتماعي في لندن في القرنين السابع والثامن عشر، إذ بلغ ذروته في شكله التقليدي في القرن التاسع عشر. في هذا العصر، هيمنت على النخبة البريطانية أُسر النبلاء والطبقة العليا، الذين يعتبرون عمومًا منزلهم الريفي موطنًا رئيسيًا لهم، لكنهم يمضون عدة أشهر من العام في العاصمة للتواصل الاجتماعي والانخراط في السياسة. أقيمت الأحداث الأكثر تميزًا في قصور المدينة لأعضاء بارزين من الطبقة الأرستقراطية. لعبت الأماكن العامة الحصرية مثل ألماك دورًا ثانويًا. تزامن الموسم مع انعقاد البرلمان؛ إذ بدأ في وقت ما بعد عيد الميلاد واستمر حتى عيد منتصف الصيف، تقريبًا في أواخر يونيو. تُظهر بعض المصادر أنه بدأ في عطلة جلسة عيد الفصح في البرلمان.
اتخذ الموسم الاجتماعي دورًا في الحياة السياسية للبلاد: إذ شارك أعضاء قصر وستمنستر جميعهم تقريبًا في الموسم. لكن في نفس الوقت، أتاح الموسم أيضًا فرصة لظهور أبناء وبنات النبلاء والطبقة العيا ممن كان منهم في سن الزواج أمام المجتمع. يتم تقديم المستهلات رسميًا إلى المجتمع من خلال أمام الملك في البلاط الملكي في قاعة سانت جيمس وفي حفلة الملكة شارلوت حتى ألغت الملكة إليزابيث الثانية هذا الطقس في عام 1958. أُلغيت حفلة الملكة شارلوت في عام 1976، لكن أعيد إطلاقها منذ ذلك الحين، من قبل المستهلة السابقة جيني هالام بيل، دون مشاركة الملك، بحضور محدود العدد؛ بدلًا من ذلك، قمت المستهلات انحناءة الاحترام في حفلة «كعكة عيد ميلاد الملكة شارلوت».
بدأ الاحتفال بالموسم التقليدي بالتراجع بعد الحرب العالمية الأولى، بعد أن تخلت العديد من العائلات الأرستقراطية عن قصورها في لندن. منذ ذلك الحين، أقيمت المزيد من المناسبات المجتمعية في الأماكن العامة، ما جعل من الصعب الحفاظ على الحصرية الاجتماعية. أُقيم الحفل الفخم للسيدة سارة كونسويلو سبنسر تشرشل البالغة من العمر 17 عامًا في 7 يوليو عام 1939 في قصر بلاينهايم في أوكسفوردشاير قبل أقل من شهرين من إعلان الحرب العالمية الثانية، على أساس أنه «الموسم الأخير على الإطلاق». كتب هنري تشانون في مذكراته: «لقد رأيت الكثير وسافرت بعيدًا واعتدت على رؤية الكثير من الأشياء الرائعة، لكن لم يكن هناك أي شيء مثل تلك الليلة».
أصبحت العديد من المناسبات التي تُقام بعيدًا عن وسط لندن (على الرغم من أنها تقع بشكل عام داخل المقاطعات الرئيسية) تعتبر جزءًا من الموسم الاجتماعي، بما في ذلك مضمار أسكوت وهينلي رويال ريغاتا. تُقام المناسبات التي تمثل الآن الموسم الاجتماعي في لندن من قِبَل الشركات الكبيرة (أي «استضافة الشركات»). ما تزال قواعد اللباس الغربي تنطبق على بعض المناسبات في الموسم، خاصة تلك التي يحتفظ فيها الملك بدور رسمي.